# Zuckia brandegeei
Zuckia brandegeei är en amarantväxtart som först beskrevs av Asa Gray, och fick sitt nu gällande namn av Stanley Larson Welsh och Stutz. Zuckia brandegeei ingår i släktet Zuckia och familjen amarantväxter. Inga underarter finns listade i Catalogue of Life.